# Merycoidodon
Merycoidodon ist eine ausgestorbene Gattung der Paarhufer innerhalb der ebenfalls erloschenen Familie der Merycoidodontidae. Die Gruppe wird häufig den Schwielensohlern zugerechnet. Die Gattung lebte vom ausgehenden Mittleren Eozän bis zum Oberen Oligozän vor etwa 38 bis 30 Millionen Jahren. Das Verbreitungsgebiet lag im heutigen Nordamerika. Es sind zahlreiche vollständige Skelette der Tiere bekannt. Eine der bedeutendsten Fundregionen ist die White-River-Gruppe in den Badlands der US-amerikanischen Bundesstaaten South Dakota, Nebraska und Wyoming. Fossilreste liegen aber vom südlichen Kanada bis in das südliche Mexiko vor.
Es handelt sich um schafsgroße Tiere, im äußeren Erscheinungsbild zeigten sie Ähnlichkeiten zu heutigen Schweinen. Besondere Charakteristika finden sich in dem kräftigen Körperbau mit langem Schwanz. Die Beine waren ebenfalls robust und endeten vorn in fünf, hinten in vier Zehen. Das Gebiss war vollständig bezahnt, auffälligerweise bestand ein großer oberer Eckzahn, dessen Gegenstück sich im unteren ersten Prämolar fand. Aufgrund der hohen Anzahl an Funden wird vermutet, dass Merycoidodon in Herden lebte. Den Gesteinsschichten zufolge, in denen die Fossilreste eingelagert sind, bevorzugten die Tiere Waldlandschaften. Die Nahrung bestand höchstwahrscheinlich aus weicher Pflanzenkost, was nicht nur die Abnutzungsspuren auf den Zähnen, sondern auch Isotopenanalysen unterstreichen. Möglicherweise lag auch ein geschlechtsspezifischer Unterschied zwischen männlichen und weiblichen Individuen vor, der in der Ausprägung des Gebisses ersichtlich wird.
Die Gattung Merycoidodon wurde im Jahr 1848 von Joseph Leidy wissenschaftlich eingeführt. Es handelt sich somit um eine der ältesten benannten Tiergruppe der Badlands-Region. Leidy selbst änderte den Gattungsnamen im Jahr 1852 in Oreodon, unter dem die Fossilreste lange Zeit geführt und bekannt wurden. Die nomenklatorisch korrekte Bezeichnung Merycoidodon setzte sich aber Anfang des 20. Jahrhunderts zunehmend wieder durch. Die Tiergruppe bildet Gegenstand zahlreicher wissenschaftlicher Abhandlungen und unterlag mehreren Revisionen. Die letzte, im Jahr 1996 durchgeführt, etablierte die heute anerkannte Aufteilung in mehrere Arten.

## Merkmale

### Habitus
Merycoidodon war ein mittelgroßer Vertreter der Huftiere. Allgemein erreichten die Tiere die Größe eines heutigen Schafes, ähnelten äußerlich aber eher Schweinen. Ein rekonstruiertes Skelett wies eine Gesamtlänge von 69 cm und eine Schulterhöhe von 32 cm auf. Das Körpergewicht lag Berechnungen zufolge bei rund 50 kg. Gegenüber der Schwestergattung Mesoreodon wurde Merycoidodon etwas kleiner. Typisch war ihr recht kräftiger Körperbau mit vergleichsweise kurzem Hals und ebensolchen Gliedmaßen. Bei diesen besaßen die oberen und unteren Abschnitte der Beine in etwa die gleiche Länge. Ebenso war der Schwanz relativ lang. Im Verhältnis zum Körper hatte der Schwanz die größte Länge von allen Mitgliedern der Familie.

### Schädel- und Gebissmerkmale

Schädel von Merycoidodon

Der Schädel wurde 19 bis 24 cm lang und an den Jochbögen 11 bis 12 cm breit. In Aufsicht besaß der Schädel einen schlanken Bau mit engem, aber gestrecktem Hirnschädelabschnitt. Die Hirnkapsel fasste 46 bis 54 ml. Hinter den Orbita schnürte der Schädel markant auf 3,0 bis 3,4 cm ein. Insgesamt war er langgestreckt, das Rostrum aber eher kurz. Letzteres erstreckte sich vom Mittelkieferknochen bis zu den Augenfenstern über 8,6 bis 10,2 cm und war im Bereich des ersten Molaren 5,9 bis 6,2 cm breit, an den Eckzähnen 4,3 bis 4,6 cm. Allgemein verjüngte es sich in Aufsicht nach vorn, verbreiterte sich aber an den Eckzähnen wieder. Der Mittelkieferknochen überragte den Eckzahn nur wenig. Dadurch endete das Rostrum eher stumpf. Die Stirnlinie verlief in Seitenansicht flach abfallend zur Schnauzenspitze hin, bei Mesoreodon wölbte sie stärker auf. Der Oberkiefer ragte hoch auf und bildete nahezu die gesamte seitliche Wand des Rostrums. Die Orbita hatten eine runde Form, der vordere Rand lag oberhalb des zweiten Mahlzahns, nahm aber insgesamt eine niedrige Position ein. Die Jochbögen waren kräftig und schwangen weit auseinander, hier zeigte sich der Ansatz am Schläfenbein besonders kräftig. Auf dem Scheitelbein verlief ein markanter Scheitelkamm, der seine größte Höhe am Kamm des Hinterhauptsbeins erreichte. An der Schädelunterseite war der Gaumen breit und parallelseitig. Die Paukenblasen hatten bei frühen Vertretern der Gattung nur eine geringe Größe, blähten sich jedoch bei späteren zunehmend auf. Bei anderen Formen wie Eporeodon waren sie prinzipiell größer.
Der Unterkiefer maß 16,1 bis 18,3 cm in der Länge. Die Symphyse am vorderen Ende nahm davon 3,7 bis 4,7 cm ein und formte einen etwas gerundeten Abschluss. Der horizontale Knochenkörper war kurz und gewann nach hinten zunehmend an Höhe, am letzten Molaren maß diese rund 4 cm. Seine Unterkante verlief nahezu gerade. Dagegen dellte der Alveolafläche leicht ein. Unterhalb des zweiten Prämolaren öffnete sich das Foramen mentale. Der aufsteigende Ast zeigte einen breiten Ansatz. Der Kronenfortsatz war hingegen klein und gerundet mit einer konvexen Vorder- und konkaven Hinterkante. Der Winkelfortsatz am hinteren Ende erreichte kräftige Ausmaße.
Das Gebiss war vollständig ausgebildet und bestand damit aus der für die Höheren Säugetiere typischen Anzahl von 44 Zähnen. Die Zahnformel lautete entsprechend {\displaystyle {\frac {3.1.4.3}{3.1.4.3}}}. Die Kaufläche der oberen Zahnreihe verlief etwas nach unten ausgedellt, die der unteren war entsprechend etwas konkav gestaltet. Die oberen Schneidezähne bildeten gemeinsam mit dem Eckzahn einen geschlossenen Bogen, lediglich zwischen den ersten beiden Incisiven der linken und rechten Seite bestand eine kleine Lücke. Insgesamt waren die oberen und unteren Schneidezähne klein, der obere Eckzahn hatte hingegen eine massive, spitze Gestalt mit der Form einer dreikantigen Pyramide. Im Unterkiefer glich der Eckzahn den Schneidezähnen und war somit incisiviform ähnlich wie bei den Pekaris und Hirschferkeln. Die Prämolaren zeigten sowohl oben wie unten einen weitgehend uniformen und einspitzigen Bau. In der oberen Reihe waren sie allgemein klein, in der unteren nahm ihre Größe vom zweiten zum vierten hin zu. Eine Ausnahme stellte hier der erste Prämolar des Unterkiefers dar, der einem Eckzahn (caniniform) ähnelte. Er bildete das Gegenstück zum oberen Eckzahn, war aber nicht ganz so groß. Allerdings wies er deutliche individuelle Variationen auf, was eventuell mit einem Geschlechtsdimorphismus einhergeht, bei dem weibliche Tiere über einen kleineren unteren ersten Prämolaren als männliche verfügten. Allgemein waren die Molaren auffallend niederkronig (brachyodont). Sie zeichneten sich durch ein typisch mondsichelförmiges (selenodontes) Kauflächenmuster aus. In ihrer gesamten Morphologie ähnelten sie den Zähnen der heutigen Hirsche, waren aber breiter und niedriger. Im Vergleich zu Mesoreodon wirkten die Molaren bezogen auf die Höhe noch breiter. Gegenüber Miniochoerus waren die Zahnschmelzleisten nicht verdünnt. Die obere Zahnleiste wurde 10,9 bis 22,1 cm lang, die untere 11,2 bis 11,9 cm. Die Prämolaren und Molaren beanspruchten nahezu die gleiche Länge. Bei Miniochoerus war die Prämolarenreihe kürzer als die Molarenreihe.

### Skelettmerkmale

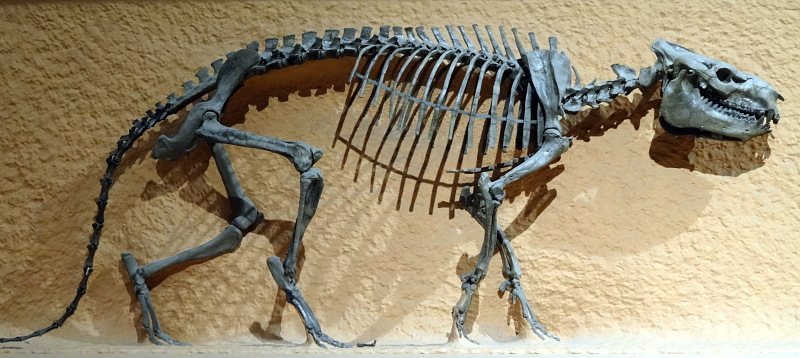
Skelettrekonstruktion von Merycoidodon

Die Wirbelsäule setzte sich aus 7 Hals-, 14 Brust-, 6 Lenden-, 4 bis 5 Kreuzbein- und 23 Schwanzwirbeln zusammen. Die Anzahl der gesamten Rückenwirbel und der Schwanzwirbel war somit höher als bei den rezenten Vertretern der Paarhufer. Im Bewegungsapparat bestand am Schultergürtel noch ein Schlüsselbein, das bei heutigen Paarhufern zurückgebildet ist. Die vorderen und hinteren Gliedmaßen waren kurz und etwa gleich lang, wodurch eine eher horizontal orientierte Rückenlinie entstand. Der Oberarmknochen wies einen kurzen, massigen Bau auf, am Schaft setzten kräftige Knochenrippeln an. Die beiden Knochen des Unterarms waren nicht verwachsen und ebenfalls robust gebaut. An den Vorderfüßen zeigte lediglich der Innenstrahl (Daumen) leichte Reduktionen, wodurch sich der ursprünglich fünfstrahlige (pentadactyle) Aufbau durchpauste. Wie bei Paarhufern üblich bildeten die Strahlen III und IV die Hauptachse, sie waren aber noch nicht zu dem typischen Kanonenbein der Wiederkäuer und Kamele verwachsen. Am Becken bestand lediglich über das Darmbein und dem ersten Kreuzbeinwirbel eine Verbindung zur Wirbelsäule. Darm- und Sitzbein verliefen in gerader Linie und waren etwa gleich lang. Der Oberschenkelknochen verfügte über einen nur kurzen Schaft, ebenso wie das Schienbein. Letzteres zeigte keine Verwachsungen mit dem Wadenbein. Der Hinterfuß war abweichend zum Vorderfuß tetradactyl, also vierstrahlig gestaltet. Auch hier verlief der Schwerpunkt durch die Strahlen III und IV, ohne dass diese miteinander verschmolzen waren. Die Endglieder der Zehen waren sowohl am Vorder- wie am Hinterfuß symmetrisch im Querschnitt, was deutlich von den heutigen Paarhufern abweicht.

## Fossilfunde

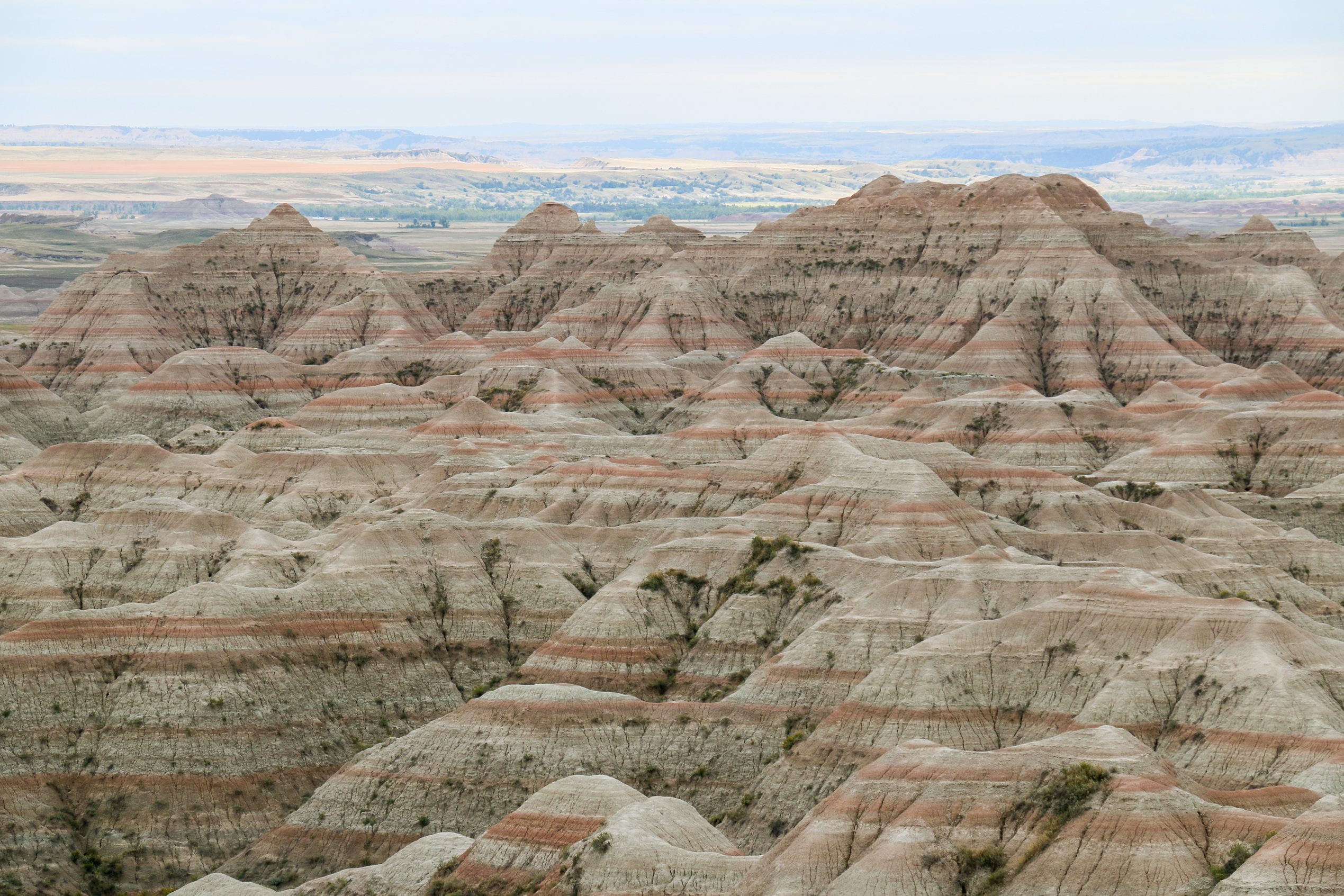
Badlands-Nationalpark in South Dakota, aufgeschlossen ist hier die Brule-Formation mit dem Scenic Member

Schädel von Merycoidodon aus der White-River-Gruppe

Funde von Merycoidodon sind aus weiten Bereichen von Nordamerika bekannt. Das wichtigste Fundgebiet stellt die Region des White River in den US-Bundesstaaten South Dakota, Nebraska und Wyoming dar. Dort liegt auch die bedeutende Fossillagerstätte der White River Badlands, die in Teilen durch den Badlands-Nationalpark geschützt wird. In der Region ist die sogenannte White-River-Gruppe aufgeschlossen. Hierbei handelt es sich um eine überaus fossilreiche geologische Ablagerungsfolge, die aus mehreren Gesteinsformationen besteht. Es werden zumeist drei Serien unterschieden: zuunterst die Chamberlain-Pass-Formation, gefolgt von der Chadron-Formation und der Brule-Formation (regional, so in Wyoming, gilt die White-River-Gruppe als untergeordnete Formation, die in ihr eingeschlossenen Gesteinseinheiten werden dann als Schichtglieder oder Member geführt). Von Bedeutung erwiesen sich die beiden letztgenannten. Diese können wiederum in mehrere Schichtglieder aufgeteilt werden. Die Chadron-Formation entstand weitgehend im Oberen Eozän vor rund 37 bis 33,8 Millionen Jahren, die Brule-Formation hingegen dem Unteren Oligozän vor rund 33,8 bis 32 Millionen Jahren. Diese biostratigraphische Alterseinschätzung wird durch absolute Altersmessungen mit Hilfe der Kalium-Argon-Methode bestätigt. Sie ergaben für ein Tuffband zwischen beiden Gesteinseinheiten einen Wert von 33,6 Millionen Jahren vor heute. Sowohl die Chadron- als auch die Brule-Formation lieferten eine reichhaltige Fossilgemeinschaft. Neben Pflanzenresten und Wirbellosen setzt sie sich vor allem aus Fischen, Amphibien, Reptilien, Vögeln und Säugetieren zusammen. Unter den Säugetieren sind neben verschiedensten Paarhufern auch Unpaarhufer auch Insektenfresser, Nagetiere, Hasenartige, Raubtiere und Beuteltiere vertreten, ebenso wie einzelne ausgestorbene Linien wie etwa die Leptictida und Pantolesta. Bezogen auf die Paarhufer gehört Merycoidodon gemeinsam mit dem Wiederkäuer Leptomeryx zu den am häufigsten aufgefundenen Formen innerhalb der White-River-Gruppe. Das Fundgebiet erbrachte zahlreiche, teils vollständige Skelette.
Außerhalb des White-River-Gebietes stammen Funde von Merycoidodon aus etwa zeitgleichen Ablagerungen in Montana, North Dakota und Colorado. Sehr weit südlich gelegene Fundpunkte sind mit der Palm-Park-Formation im Süden von New Mexico dokumentiert. Diese dem Oberen Eozän angehörige Gesteinseinheit erbrachte unter anderem ein Oberkieferfragment. Ein Teilschädel stammt wiederum aus der ähnlich alten Capote-Mountain-Tuff-Formation im südwestlichen Texas. Das Vorkommen von Merycoidodon reichte ursprünglich aber noch weiter in den heute tropischen Bereich Nordamerikas. Von dort wurde ein Teilschädel aus der Yolomécatl-Formation im Nordwesten des mexikanischen Bundesstaates Oaxaca zu Tage gefördert. Das Alter beträgt absoluten Messungen zufolge mehr als 35 Millionen Jahre, was dem ausgehenden Eozän entspricht. Zu den nördlichsten Fundpunkten gehört die Cypress-Hills-Formation im Südwesten der kanadischen Provinz Saskatchewan. Auch diese entstand weitgehend im Oberen Eozän und lieferte bisher mehrere Zähne von Merycoidodon.

## Paläobiologie

### Lebensraum

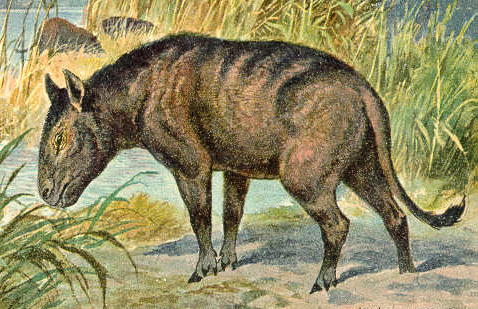
Lebendrekonstruktion von Merycoidodon

Innerhalb der Fauna des White-River-Gebietes zählt Merycoidodon zu den am häufigsten aufgefundenen Formen von Huftieren. Die hohe Anzahl an Funden lässt annehmen, dass die Tiere möglicherweise in Herden lebten. Zahlreiche Reste wurden im Zusammenhang mit Ablagerungen gefunden, die auf ehemalige Flüsse oder Überschwemmungsebenen zurückgehen. Demnach bevorzugte Merycoidodon flussnahe Waldlandschaften, wo die Gattung gemeinsam mit dem frühen Pferd Mesohippus mehr als 55 % aller Funde stellt. Demgegenüber ließ sich Merycoidodon kaum in Bereichen nachweisen, die mit offeneren Landschaften in Verbindung stehen. Dort dominierten vor allem kleine Huftiere wie Leptomeryx. Der Körperbau von Merycoidodon mit einem eher unspezialisierten vierzehigen und breiten Fuß, die kurzen Gliedmaßen mit gleichlangem oberen und unteren Abschnitt sowie der generell kräftige Wuchs unterstützen die Ansicht, dass die Tiere weitgehend Waldbewohner repräsentierten.

### Ernährung
Die niederkronigen Mahlzähne von Merycoidodon befürworten eine Spezialisierung auf weiche Pflanzenkost wie Blätter oder Früchte (browsing). Bekräftigt wird diese Ansicht einerseits durch Untersuchungen der Abrasionsspuren, andererseits durch Isotopenanalysen an den Zähnen. Die bei letzteren gewonnenen Verhältnisse der  Kohlenstoff-Isotopen verweisen auf einen Bewohner von Waldlandschaften, dessen Hauptnahrung zu rund 90 % aus C3-Pflanzen bestand. Möglicherweise nutzten die Tiere dabei auch sehr dichte Wälder. Bezüglich der Verhältnisse der Sauerstoff-Isotopen lässt sich eine höhere Wasserabhängigkeit annehmen. Der Befund lässt sich aber auch dahingehend deuten, dass die Verdauung im vorderen Darmabschnitt noch unvollständig entwickelt war.

### Fortpflanzung
Über die Fortpflanzung und den Lebenszyklus ist so gut wie nichts bekannt. Bei einem Skelett eines weiblichen Individuums wurden zwei Jungtiere im Bereich der Bauchhöhle dokumentiert. Dies könnte nahelegen, dass Weibchen je Geburt möglicherweise Zwillinge zur Welt brachten.

## Systematik
Merycoidodon ist eine Gattung aus der ausgestorbenen Familie der Merycoidodontidae innerhalb der Ordnung der Paarhufer (Artiodactyla). Die Merycoidodontidae bilden eine sehr formenreiche Gruppe, die hauptsächlich im Paläogen und frühen Neogen in Nordamerika verbreitet war. Es handelt sich weitgehend um schweineartige Tiere mit kräftigem oder schlankem Körperbau. Besondere Kennzeichen finden sich in dem unreduzierten Gebiss, dessen Molaren eine selenodonte Kauflächengestaltung aufwiesen. Der untere Eckzahn ähnelte einem Schneidezahn (incisiform), während der obere Eckzahn und der untere erste Prämolar als caniniformes Paar fungierten. Im Gliedmaßenskelett fallen die ursprünglichen Füße mit vier funktionalen Zehen auf. Häufig werden die Merycoidodontidae den Schwielensohlern zugewiesen und damit in eine verwandtschaftliche Nähe zu den Kamelen (Camelidae) gestellt. Allerdings sehen einige Autoren eher Beziehungen zu den Anthracotheriidae und damit zu den heutigen Flusspferden (Hippopotamidae) oder aber sie verweisen die Gruppe in eine Außenposition zu den Wiederkäuern (Ruminantia). Die Merycoidodontidae gliedern sich in mehrere Unterfamilien. Merycoidodon gehört den Merycoidodontinae an, deren Mitglieder unter anderem durch ihr schmales und hohes Rostrum sowie ihre ursprüngliche Gebissstruktur hervortreten. Innerhalb der Familie nimmt die Gruppe eine eher basale Position ein. Einziger weitere Angehöriger der Merycoidodontinae ist Mesoreodon.
Die Gattung Merycoidodon enthält mehrere Arten, die sich auf zwei Untergattungen verteilen:
- Untergattung Merycoidodon Leidy, 1848

- M. culbertsoni Leidy, 1848
- M. presidioensis Stevens & Stevens, 1996

- Untergattung Otarohyus (Schultz & Falkenbach, 1968)

- M. bullatus (Leidy, 1869)
- M. major (Leidy, 1853)

Die Untergattung Otarohyus unterscheidet sich von Merycoidodon durch deutlich größere Paukenblasen. Sie stellt dadurch die stammesgeschichtlich entwickeltere Form dar. Ihre Hauptverbreitungszeit war das Untere und Mittlere Oligozän, während Merycoidodon vor allem im Oberen Eozän und Unteren Oligozän vorkam. Das Auftreten der vergrößerten Paukenblasen erscheint abrupt, Übergangsformen sind nicht bekannt. Das Merkmal erweist sich allerdings als insgesamt sehr variabel. Forschungsgeschichtlich wurden zahlreiche Arten der Gattung Merycoidodon zugewiesen. Der überwiegende Teil ist aber synonym zu jenen, die bereits durch Joseph Leidy in der zweiten Hälfte des 19. Jahrhunderts benannt worden waren. Vor allem die Vertreter der Untergattung Otarohyus galten teilweise anderen Gattungen wie Eporeodon zugehörig. Sie wurden aber in einer systematischen Revision der Merycoidodontidae im Jahr 1996 weitgehend der Gattung Merycoidodon zugeführt. Unklar ist die systematische Stellung von M. dunagani, welches im Jahr 1971 von John Andrew Wilson anhand eines Oberkieferfragments aus der Chambers-Tuff-Formation in Texas eingeführt worden war. Dessen Bezahnung gilt als relativ ursprünglich. Möglicherweise bestehen hier engere Beziehungen zu Miniochoerus und damit zu einer anderen Entwicklungslinie der Merycoidodontidae.

## Forschungsgeschichte

### Entdeckung der White-River-Fauna und Erstbeschreibung vonMerycoidodon
Die Gattung Merycoidodon blickt auf eine wechselvolle Forschungsgeschichte zurück. Ihre Entdeckung ist eng mit der Erforschung der Badlands in South Dakota verbunden. In der Region wurden seit den 1840er Jahren Fossilien durch Pelztierjäger und Trapper gesammelt. Durch Alexander Culbertson, einem Angestellten der American Fur Company, gelangten einige der Funde via seinem Vater und Onkel Wissenschaftlern zu Angesicht. So war es Hiram Prout im Jahr 1846 möglich, einen Unterkiefer aus dem White-River-Gebiet vorzustellen, der das erste verbürgte Fossil darstellt. Er wird heute zu Megacerops gestellt. Nur ein Jahr später führte Joseph Leidy die Gattung Poebrotherium ein, welches auf einem von den Culbertsons versandten Schädel basiert. Wiederum im Jahr 1848 veröffentlichte Leidy die wissenschaftliche Erstbeschreibung von Merycoidodon. Hierfür standen ihm zwei Kieferfragmente zur Verfügung, deren Herkunft mit der Brule-Formation angegeben wird. Bei einem handelt es sich um einen partiellen Unterkiefer mit den drei Molaren erhalten, bei dem anderen um ein Oberkieferfragment, das die beiden hinteren Mahlzähne trägt. Beide gelten als Cotypen der Gattung (Exemplarnummern A.N.S.P. 10727 und 10728). Zu Ehren der Culbertsons etablierte Leidy die Art M. culbertsonii. Sie bildet die Nominatform von Merycoidodon. Der Gattungsname selbst setzt sich aus den griechischen Wörtern μήρυξ (meryx) oder μήρυκος (merykos) für „Wiederkäuer“, εἶδός (eidos) für „Form“ oder „Gestalt“ und ὀδούς (odous) für „Zahn“ zusammen. Mit der Einführung im Jahr 1848 gehört Merycoidodon zu den frühesten ausgestorbenen Paarhufern, die aus den Badlands beschrieben wurden.

Einer der vollständigen Schädel, die Leidy 1869 zur Darstellung von Oreodon verwendete

Prout übermittelte Leidy kurz nach Erscheinen der Erstbeschreibung zwei Schädelfragmente aus dem gleichen Fundgebiet. In keinem der Stücke erkannte Leidy Ähnlichkeiten zu Merycoidodon. Aus diesem Grund wies er im Jahr 1851 für eines der Schädelfragmente die neue Gattung Oreodon, für das andere Catylops aus. In dem gleichen Aufsatz vereinte Leidy eine von ihm im Jahr zuvor anhand eines Schädels aus dem White-River-Gebiet benannte Gattung namens Eucrotaphus mit Merycoidodon. Durch die bis dahin bekannten Funde geriet die Region stärker in den Fokus von geologisch und paläontologisch versierten Naturforschern. Im Jahr 1849 entsandte David Dale Owen seinen Assistenten John Evans in die Badlands, der diese in mehreren Expeditionen durchstreifte. Die dabei entdeckten Fossilreste übergab er Joseph Leidy. Unter diesen befanden sich auch mehrere, teils vollständig erhaltene Schädel. Anhand dieser bemerkte Leidy im Jahr 1852, dass alle zuvor von ihm aufgestellten Gattungen einer einzigen Form angehörten. Diese Erkenntnis gab ihm darüber hinaus aber auch Anlass, die Gattung Merycoidodon zu Gunsten von Oreodon aufzulösen. Im Jahr 1853 veröffentlichte Leidy eine erste Monographie zur Fauna des White-River-Gebietes unter dem Titel The ancient fauna of Nebraska. Hierin behandelte er sein Oreodon umfänglich und ordnete der Form mehrere Arten bei. Eine weitere, deutlich umfangreichere Monographie aus Leidys Feder entstand im Jahr 1869. Sie trägt den Titel The extinct mammalian fauna of Dakota and Nebraska und widmet sich ebenfalls ausführlich der Gattung Oreodon.

### MerycoidodonoderOreodon?
Die Gültigkeit der Bezeichnungen Merycoidodon und Oreodon wurde in der Folgezeit sehr unterschiedlich bewertet. Leidy und zahlreiche weitere Forscher des 19. Jahrhunderts bevorzugten weitgehend Oreodon. Leidy selbst gab an, dass er den Namen Oreodon für weniger „anfechtbar“ oder „anstößig“ (exceptionable) hielt als Merycoidoidon Edward Drinker Cope lehnte im Jahr 1884 Merycoidodon ab und stufte die Bezeichnung als Nomen nudum ein. Dem widersprach jedoch Oliver Perry Hay in einem Aufsatz aus dem Jahr 1899, indem er darauf hinwies, dass Leidy in seiner Erstbenennung von Merycoidodon im Jahr 1848 eine umfangreiche Beschreibung der Gattung samt der Vorstellung des Typusmaterials abgeliefert hatte. Malcolm Rutherford Thorpe unterstützte dies in seiner im Jahr 1937 erschienenen Monographie zu den Merycoidodontidae, ebenso wie C. Bertrand Schultz und Charles H. Falkenbach in ihrer rund 30 Jahre später erschienenen umfangreichen Ausarbeitung der Gruppe. Letztendlich verwiesen Margaret Skeels Stevens und James Bowie Stevens in ihren Revisionen der Merycoidodontidae, welche im Übergang vom 20. zum 21. Jahrhundert veröffentlicht wurden, auf die Namenspriorität von Merycoidodon im Sinne der zoologischen Nomenklatur. Gleiches gilt für die höhere Taxonomie auf Familienebene. Die Familie der Oreodontidae wurde zwar bereits 1869 von Leidy eingeführt und später auch von Theodore Gill oder von Edward Drinker Cope gebraucht, den heute gültigen Namen Merycoidodontidae prägte jedoch Hay erst im Jahr 1902. Die Bezeichnung Oreodon oder oreodont wird daher in der Regel nur noch informativ verwendet.

### Weitere Forschungen
Leidys initiale Arbeiten basierten hauptsächlich auf Schädel- und Gebissresten. In der nachfolgenden Zeit engagierten sich verschiedene US-amerikanische Universitäten und Museen in den Badlands, wodurch das Fossilmaterial erheblich anwuchs. Aufgrund dessen konnte Edward Drinker Cope im Jahr 1884 das Skelett von Merycoidodon genauer beschreiben. Ein weiterer Protagonist war Othniel Charles Marsh vom Yale Peabody Museum. Marsh hatte bereits im Jahr 1875 die Gattung Eporeodon anhand eines Teilschädels aus der John-Day-Formation aufgestellt. Im Zuge dessen teilte er Leidys Oreodon auf und verwies alle Funde mit aufgeblähter Paukenblase seiner neuen Gattung zu. Mitte der 1880er Jahre beauftragte Marsh John Bell Hatcher zur Fossiliensuche in der Region. Hatcher wechselte nach einer erfolgreichen mehrjährigen Kooperation mit Marsh an die Princeton University über, an der auch William Berryman Scott lehrte. Scott selbst bereiste seit dem Beginn der 1880er Jahre das Gebiet der Badlands. Ab etwa 1900 fungierte William J. Sinclair als Nachfolger von Hatcher. Dessen Schüler Glenn L. Jepsen wiederum veröffentlichte ab dem Jahr 1936 gemeinsam mit Scott mehrere umfangreiche Monographien zur Fauna aus den Badlands. Der vierte Band der Reihe, erschienen 1940, befasste sich ausführlich mit den Paarhufern. Hierin beschrieben Scott und Jepsen das Skelett von Merycoidodon im Detail.
Noch vor Scotts und Jepsens Arbeit zum Skelett von Merycoidodon veröffentlichte Malcolm Rutherford Thorpe im Jahr 1937 eine umfangreiche Revision der Merycoidodontidae. Hierbei behielt er die von Marsh begonnenen Teilung der Gattung in Merycoidodon mit kleinen und Eporeodon mit großen Paukenblasen bei. Mit Beginn der 1940er Jahre publizierten C. Bertrand Schultz und Charles H. Falkenbach eine Serie von teils umfangreichen Aufsätzen, in denen sie sich mit den Merycoidodontidae beschäftigten. Dies gipfelte in einer Monographie im Jahr 1968. Nach Meinung einiger späterer Forscher brachten sie damit eine gewisse Unübersichtlichkeit in das systematische Gerüst (introduced chaos in the Merycoidodontinae.). Dies geschah vor dem Hintergrund eines extremen Aufsplitterns der Familie. Nicht nur führten beide Autoren zahlreiche neue Arten sowie Gattungen ein, sie unterteilten letztere zusätzlich noch in mehrere Untergattungen. Merycoidodon erhielt so insgesamt drei Untergattungen. Darüber hinaus verteilte sich dadurch das Fundmaterial von Merycoidodon auf weitere Gattungen wie Otarohyus, Paramerycoidodon, Subdesmatochoerus oder Genetochoerus. Hauptverantwortlich dafür war, dass Schultz und Falkenbach die Taxonomie über die Morphologie stellten und somit kleineren anatomischen Variationen einen hohen Stellenwert zubilligten, teilweise begleitet mit der Fehleinschätzung von post mortem verursachten Skelettveränderungen. Erst Mitte der 1990er Jahre korrigierten Margaret Skeels Stevens und James Bowie Stevens diesen Missstand innerhalb einer weiteren Revision der Merycoidodontidae in die heute weitgehend akzeptierte Form.